# Al-Tall (Acre)
Al-Tall (en arabe arabe : النهر), était un village de Palestine mandataire situé à  14 km au nord-est d’Acre. Les habitants furent expulsés et le village dépeuplé au cours de la guerre israélo-arabe, en mai 1948, par la brigade Carmeli des forces de défense israéliennes, dans le cadre de l’opération Ben-Ami.

## Histoire
Les villages  jumeaux d’al-Nahr et d’Al-Tall étaient deux sites d’anciens peuplements sur la butte de Tell    Kabri. Des fouilles récentes indiquent que les lieux étaient habités dès le deuxième millénaire avant notre ère,.
Pendant la période de domination ottomane sur la région, un moulin  est indiqué à l’emplacement du village sur la carte dessinée par Pierre Jacotin en 1799 dans le cadre de  la campagne d’Égypte. Al-Tall est un exemple de village n’existant pas sur la carte de Jacotin, mais indiqué sur celle du Fonds d’exploration de la Palestine. 
En 1875, l’explorateur et géographie français Victor Guérin visite le village, qu’il appelle « Et-Tell ». Il le décrit ainsi  le village « composé d’une trentaine de petites maisons, construites les unes en pisé, les auteurs en pierre » : « Au bas du village s’étendent de frais et verdoyants jardins, où l’eau coule et murmure sans cesse en de nombreuses rigoles, et où de hauts peupliers et de grands noyers, qui rappellent notre Europe, se mêlent aux arbres plus spécialement propres à la Palestine. Près de là est un moulin  dont les meules sont mises en mouvement par l’eau tombant d’un bassin supérieur, où est emmagasinée une source très abondante, comme dans les puits de Ras el-Aïn. Cette eau forme ensuite, au sortir du moulin, un ruisseau qui va fertiliser les vergers dont je viens de parler. L’espèce de puits élevé et très large qui la recueille d’abord, et d’où elle s’échappe sans interruption par une ouverture pratiquée à dessein dans les rebords du réservoir, atteste par l’appareil extérieur des pierres un remaniement moderne ; mais dans sa construction première, il doit être antique, car il est difficile de croire que les anciens aient négligé de tirer tout le parti possible d’une source aussi importante, ».
En 1881, le Survey of Western Palestine du Palestine Exploration Fund  décrit le village, comme « un village de pierre et de pisé, contenant environ 200 musulmans, avec des figuiers, des oliviers, des grenadiers, des mûriers et des jardins  ; il y a deux cours d’eau dans le village ». La disposition du village était rectangulaire,. Un recensement de 1887 environ dote « Nahret Tell » d’environ 275 habitants, tous musulmans.
En 1945, lors d’un recensement pendant le mandat britannique, sa population atteint 300 habitants,.

## La guerre de 1948 et ses suites
Al-Tall fut capturé par la brigade Carmeli au cours de l'opération Ben-Ami. Après la guerre, la zone fut incorporée dans le nouvel état d'Israël, mais les terres du village n'ont pas été récupérées par un nouveau village ou une municipalité.
L'historien palestinien Walid Khalidi écrit ainsi les structures restantes en 1992 : « Le site est couverte des débris des maisons de pierre est envahi d'herbes sauvages. Une maison de pierre reste debout mais sa façade manque et elle est sur le point de s'écrouler. Les cactus et les figuiers poussent sur les pentes méridionales du site. Il y a quatre tombes romaines et byzantines identifiables dans le cimetière qui se trouve sur la pente septentrionale, un jujubier de Palestine se dresse au milieu. Des fouilles récentes ont mis au jour plusieurs tombes anciennes et l'endroit est devenu un site archéologique , ».
En 1993, quand A. Petersen visite l'endroit, il ne trouva qu'une citerne, connue sous le nom de « Birket al-Mafshukh» au nord du tell. Ce birket était « rectangulaire avec une extension semi-circulaire à l'extrémité occidentale ». 